# 오사마 요새

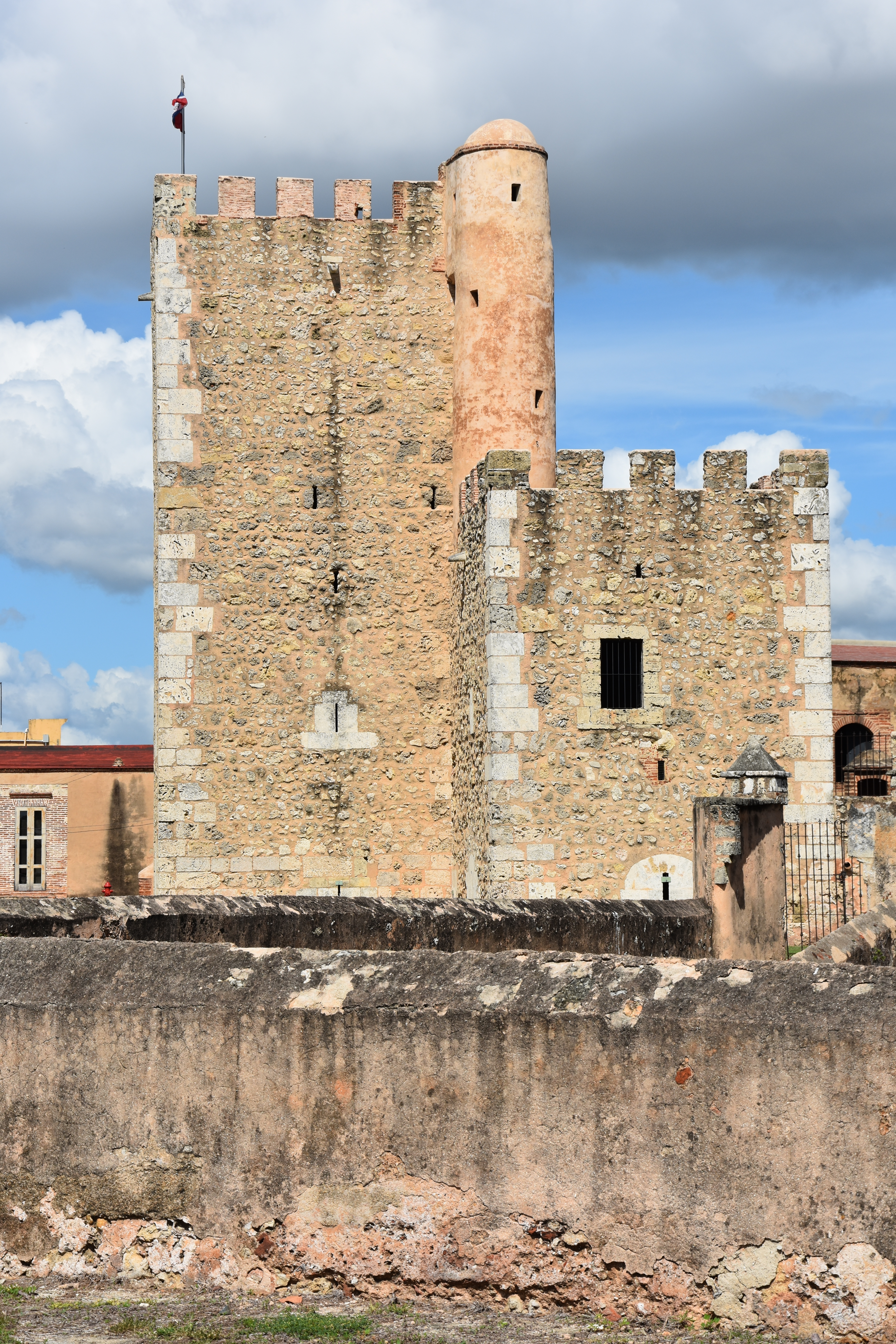
오사마 요새의 탑

오사마 요새(스페인어: Fortaleza Ozama 포르탈레사 오사마[*])는 도미니카 공화국 산토도밍고 성벽의 남아있는 구역 중 하나다. 유네스코 세계유산에서 아메리카 대륙에서 가장 오래된 유럽식 군사 구조물로 인정하였다. 이 요새는 1502년~1508년 사이에 스페인 사람들이 도미니카 공화국 산토도밍고의 식민 도시 입구에 건설했으며, 오사마강을 내려다보고 있다. 이 강의 이름을 따왔으며, 유네스코 세계유산에 등재된 식민 도시의 일부다.
역사가와 건축가들에 따르면, 이 기념물의 건설은 1502년부터 1508년까지 진행되었으며, 니콜라스 오반도 주지사가 시작했다. 16세기에 18미터 높이의 이 탑은 아메리카 대륙에서 가장 높은 유럽 건축물이었다.
이 요새는 석조 성 형태로 설계되었으며, 현재까지도 원형을 유지하고 있다. 요새 내부에는 죄수들을 가두었던 터널과 지하 감옥이 있는데, 아메리카 역사상 가장 중요한 인물 중 한 명인 크리스토퍼 콜럼버스도 오사마 요새에 수감되었다.